# OpenUP
O Processo Unificado Aberto, do inglês Open Unified Process (OpenUP) , é uma parte do Eclipse Process Framework (EPF), um framework de processo open source desenvolvido dentro da Eclipse Foundation. Ele fornece as melhores práticas de uma variedade de opiniões de líderes em desenvolvimento de software e da vasta comunidade de desenvolvimento de software que cobre um conjunto diverso de perspectivas e necessidades de desenvolvimento.
OpenUP preserva as características essenciais do RUP/Unified Process, que inclui desenvolvimento iterativo e incremental, casos de uso e cenários na direção do desenvolvimento, gerenciamento de riscos e a abordagem de arquitetura-centrica. A Open UP é uma metodologia livre de ferramentas e de baixo formalismo que pode ser estendido a uma variada gama de tipos de projetos e não apenas desenvolvimento de software.